# 4537 Valgrirasp
4537 Valgrirasp eller 1987 RR3 är en asteroid i huvudbältet som upptäcktes den 2 september 1987 av den ryska astronomen Ljudmila Tjernych vid Krims astrofysiska observatorium på Krim. Den är uppkallad efter Valentin G. Rasputin.
Asteroiden har en diameter på ungefär 14 kilometer och den tillhör asteroidgruppen Eos.